# Frespera
Frespera là một chi nhện trong họ Salticidae.